# 絕滅黑髮少女
《絕滅黑髮少女》（日语：絶滅黒髪少女）是日本女子組合NMB48的首張單曲，於2011年7月20日由YOSHIMOTO R and C发售。

## 概要
廣告標語為「黑髮為生命，清純無論何時都拼命」（日语：黒髪命、清純はいつだって一生懸命。）
單曲分為通常盤Type-A、通常盤Type-B和限定於chara-ani發售的劇場盤，共3種形式。Type-A和Type-B的3首曲目的收錄樂曲都不同。其中通常盤Type-A、通常盤Type-B初回生産版附有全国握手會參加券和原作收集用卡片（共16種）隨機抽樣1張，劇場盤則附有個別握手会参加券。
《絕滅黑髮少女》的音樂影片由行定勳擔任導演，《我輸了的夏天》是須永秀明，《久等了，新學期》是ウスイヒロシ。

## 歌曲
《青春的单圈時間》是Team N 2nd Stage「青春女孩」的歌曲，亦是第一首屬於NMB48的原創歌曲。
另外，《絕滅黑髮少女》是高中萬歲2011的形象歌曲，《青春的单圈時間》是總務省地上波PR點（近畿廣域圈）「一緒にね篇」的形象歌曲，《我輸了的夏天》是みさき公園的形象歌曲。

## 反應
單曲首周銷量約21.8萬張，NMB48憑此取得Oricon公信榜2011年8月1日的周榜首位，首周銷量是在AKB48所有姊妹組合、衍生組合和個人成員的出道作中最高，將本來最高的前田敦子《Flower》的紀錄（約17.7萬張）大幅更新。另外，這是繼同年6月前田敦子《Flower》再次有女性藝人取得周榜首位。

## 收錄內容

### 通常盤Type-A
| CD   | CD                           | CD     | CD           | CD             | CD   |
| 曲序 | 曲目                         |        | 作曲         | 編曲           | 时长 |
| ---- | ---------------------------- | ------ | ------------ | -------------- | ---- |
| 1.   |                              | 秋元康 | GRAVITY      | GRAVITY        | 3:47 |
| 2.   | （青春的单圈時間）           | 秋元康 | 川浦正大     | 野中"まさ"雄一 | 4:44 |
| 3.   | （我輸了的夏天）（歌：白組） | 秋元康 | ツキダタダシ | 野中"まさ"雄一 | 4:42 |
| 4.   | （off vocal ver.）           | －     | －           | －             |      |
| 5.   | （off vocal ver.）           | －     | －           | －             |      |
| 6.   | （off vocal ver.）           | －     | －           | －             |      |

| DVD  | DVD           |
| 曲序 | 曲目          |
| ---- | ------------- |
| 1.   | Music Video   |
| 2.   | Music Video   |
| 3.   | 特典映像 「」 |

### 通常盤Type-B
| CD   | CD                             | CD     | CD       | CD             | CD   |
| 曲序 | 曲目                           |        | 作曲     | 編曲           | 时长 |
| ---- | ------------------------------ | ------ | -------- | -------------- | ---- |
| 1.   |                                | 秋元康 | GRAVITY  | GRAVITY        | 3:47 |
| 2.   |                                | 秋元康 | 川浦正大 | 野中"まさ"雄一 | 4:44 |
| 3.   | （久等了，新學期）（歌：紅組） | 秋元康 | 市川裕一 | 市川裕一       | 3:35 |
| 4.   | （off vocal ver.）             | －     | －       | －             |      |
| 5.   | （off vocal ver.）             | －     | －       | －             |      |
| 6.   | （off vocal ver.）             | －     | －       | －             |      |

| DVD  | DVD           |
| 曲序 | 曲目          |
| ---- | ------------- |
| 1.   | Music Video   |
| 2.   | Music Video   |
| 3.   | 特典映像 「」 |

### 劇場盤
| CD   | CD                 | CD     | CD             | CD             | CD   |
| 曲序 | 曲目               |        | 作曲           | 編曲           | 时长 |
| ---- | ------------------ | ------ | -------------- | -------------- | ---- |
| 1.   |                    | 秋元康 | GRAVITY        | GRAVITY        | 3:47 |
| 2.   | （歌：白組）       | 秋元康 | ツキダタダシ   | 野中"まさ"雄一 | 4:42 |
| 3.   | （歌：紅組）       | 秋元康 | 市川裕一       | 市川裕一       | 3:35 |
| 4.   | （三日月的背影）   | 秋元康 | 野中“まさ”雄一 | 野中“まさ”雄一 |      |
| 5.   | （off vocal ver.） | －     | －             | －             |      |
| 6.   | （off vocal ver.） | －     | －             | －             |      |
| 7.   | （off vocal ver.） | －     | －             | －             |      |
| 8.   | （off vocal ver.） | －     | －             | －             |      |

## 選抜成員
所屬Team是發售時情況
NMB48全部1期生都有參加單曲CD。2011年7月10日畢業的森彩華沒有參加。

### 絕滅黑髮少女
（中心：渡邊美優紀）
- Team N：小笠原茉由、門脇佳奈子、岸野里香、木下春奈、小谷里步、近藤里奈、篠原栞那、上西惠、白間美瑠、福本愛菜、松田栞、山口夕輝、山田菜菜、山本彩、吉田朱里、渡邊美優紀

### 青春的单圈時間
（中心：山本彩）
- Team N：小笠原茉由、門脇佳奈子、岸野里香、木下春奈、小谷里歩、近藤里奈、篠原栞那、上西恵、白間美瑠、福本愛菜、松田栞、山口夕輝、山田菜々、山本彩、吉田朱里、渡辺美優紀

### 我輸了的夏天
「白組」名義
（中心：山本彩）
- Team N：小笠原茉由、岸野里香、木下春奈、小谷里歩、篠原栞那、福本愛菜、山田菜々、山本彩

### 久等了，新學期
「紅組」名義
（中心：渡邊美優紀）
- Team N：門脇佳奈子、近藤里奈、上西恵、白間美瑠、松田栞、山口夕輝、吉田朱里、渡邊美優紀

### 三日月的背影
（中心：渡辺美優紀）
- - Team N：小笠原茉由、門脇佳奈子、岸野里香、木下春奈、小谷里歩、近藤里奈、篠原栞那、上西恵、白間美瑠、福本愛菜、松田栞、山口夕輝、山田菜々、山本彩、吉田朱里、渡辺美優紀
  - 研究生：太田里織菜、沖田彩華、川上礼奈、木下百花、小柳有沙、原みづき、肥川彩愛、山岸奈津美

## 外部連結
- YOSHIMOTO R and C介紹網頁 （页面存档备份，存于）
- YouTube上的【MV】絶滅黒髪少女(Short ver.)
- YouTube上的【MV】絶滅黒髪少女(FULL ver.)
- YouTube上的【MV】久等了、新学期(紅組)(Short ver.)
- YouTube上的【MV】我输了的夏天(白組)(Short ver.)